# 강원특별자치도 특수구조단
강원특별자치도 특수구조단(江原特別自治道 特殊求助團, Gangwon Special Rescue Service)은 강원특별자치도를 관할하는 강원특별자치도 소방본부 산하의 특수구조단이다.
특수구조단장은 소방정으로 보한다.

## 연혁
- 1997년 11월 20일: 강원도 소방항공대 설치
- 2013년 7월 26일: 강원도 특수구조단으로 변경

## 관할센터 및 관할구역
- 긴급기동팀
- 항공구조대
  - 제1소방항공대
  - 제2소방항공대
- 산악구조대
- 수난구조대

## 항공장비
자체 식별번호는 GW(GangWon)를, 내부에서는 1호기에 '수호랑'을, 2호기에는 '반다비'를 사용한다.

### 운용중
- AW139 2기 (HL9476, HL9626)[4]: 2009년 배치, 2017년 배치

### 퇴역
- BK117 1기 (HL9460)[5]: 1997년 도입[6] 2011년 폐기[출처 필요]
- AS365 1기 (HL9461)[4]: 2001년 배치, 2014년 폐기[7]

## 논란
- 2014년 6월 12일에 항공대장이 개인용도로 소방헬기를 사용한 정황이 드러났다.[8]
- 신규 소방헬기를 도입하는 일에 있어 국산 헬기를 사용해야 한다는 주장이 있다. 그러나 국산 헬기에는 구조용 호이스트 등이 장착되지 않아 곤란하다는 입장도 있다.[9]

### 사건사고
- 광주광역시 소방헬기 추락 사고

## 같이 보기
- 대한민국 소방청
- 대한민국의 소방
- 소방관 계급